# Flatarina aguiari
Flatarina aguiari är en insektsart som beskrevs av Metcalf och Bruner 1948. Flatarina aguiari ingår i släktet Flatarina och familjen Flatidae. Inga underarter finns listade i Catalogue of Life.